# Divize B 1970/1971
V soubojích 5. ročníku České divize B 1968/69 se utkalo 14 týmů dvoukolovým systémem podzim - jaro. Tento ročník začal v srpnu 1970 a skončil v červnu 1971.

## Nové týmy v sezoně 1970/71
Z 3. ligy – sk. A 1969/70 sestoupilo do Divize B mužstvo VTJ Dukla Slaný. Z krajských přeborů ročníku 1969/70 postoupila vítězná mužstva TJ Lokomotiva Bílina ze Severočeského krajského přeboru. Také sem byla přeřazena mužstva TJ Spartak Radotín z Divize A a TJ Tatra Smíchov, TJ Motorlet Praha a TJ Bohemians ČKD Praha "B" z Divize C.

## Výsledná tabulka
Zdroj: 
| Poř. | Tým                           | Z  | V  | R  | P  | VG | OG | B  |
| ---- | ----------------------------- | -- | -- | -- | -- | -- | -- | -- |
| 1.   | TJ Kaučuk Kralupy nad Vltavou | 26 | 13 | 8  | 5  | 47 | 20 | 34 |
| 2.   | TJ Slovan Varnsdorf           | 26 | 12 | 9  | 5  | 31 | 28 | 33 |
| 3.   | TJ SK Modřany                 | 26 | 12 | 8  | 6  | 33 | 31 | 32 |
| 4.   | TJ Tatra Smíchov              | 26 | 11 | 8  | 7  | 40 | 31 | 30 |
| 5.   | TJ Břevnov                    | 26 | 10 | 8  | 6  | 42 | 40 | 28 |
| 6.   | SK Roudnice nad Labem         | 26 | 10 | 8  | 6  | 35 | 36 | 28 |
| 7.   | TJ ČKD Slaný                  | 26 | 11 | 5  | 10 | 31 | 29 | 27 |
| 8.   | VTJ Dukla Slaný               | 26 | 7  | 12 | 7  | 38 | 32 | 26 |
| 9.   | TJ SZ Česká Lípa              | 26 | 11 | 3  | 12 | 38 | 34 | 25 |
| 10.  | TJ Motorlet Praha             | 26 | 8  | 9  | 9  | 35 | 33 | 25 |
| 11.  | TJ Lokomotiva Bílina          | 26 | 9  | 7  | 10 | 38 | 42 | 25 |
| 12.  | TJ Spartak Radotín            | 26 | 8  | 7  | 11 | 29 | 35 | 23 |
| 13.  | TJ Bohemians ČKD Praha "B"    | 26 | 5  | 8  | 13 | 29 | 36 | 18 |
| 14.  | TJ Admira Praha 8             | 26 | 2  | 6  | 18 | 16 | 53 | 10 |

Poznámky:
- Z = Odehrané zápasy; V = Vítězství; R = Remízy; P = Prohry; VG = Vstřelené góly; OG = Obdržené góly; B = Body

|  | Postup do 3. ligy – sk. A 1971/72                |
|  | Sestup do příslušného oblastního přeboru 1971/72 |